# Shaogomphus schmidti
Shaogomphus schmidti is een echte libel uit de familie van de rombouten (Gomphidae).
De wetenschappelijke naam van de soort werd in 1956 als Gomphus schmidti gepubliceerd door Yasuhiko Asahina.